# Ruda
Les rudes (Ruta) són el gènere de plantes que donen nom a la família Rutaceae. Considerades plantes medicinals (hi ha una dita catalana: "Qui té ruda Déu l'ajuda"), segons les dosis, són bàsicament plantes d'una gran toxicitat. També s'han usat tradicionalment com a abortiu.

## Característiques
Mesuren de 20 a 60 cm d'alçada i són natives de la regió mediterrània, i del sud-est asiàtic. Generalment desprenen una olor forta.
Als Països Catalans creixen silvestres dues espècies de ruda: Ruta montana (Ruda de muntanya) i Ruta chalepensis (ruda vera). Ambdues són més aviat llenyoses, d'un mig metre d'alçada, flors grogues i fruits en càpsula. No creixen mai per sobre dels 1,2 metres d'alçada.
La Ruta graveolens és cultivada per les seves característiques medicinals i aromàtiques. Aquesta planta, que és emprada en infusions i medicina popular, pot produir reaccions al·lèrgiques a algunes persones, entre altres efectes.

## Taxonomia
N'hi ha entre 8 i 40 espècies. Cal destacar:
- Ruta angustifolia - Ruda de fulla estreta[2]
- Ruta chalepensis
- Ruta corsica
- Ruta graveolens - Ruda vera[2]
- Ruta microcarpa
- Ruta montana - Ruda de bosc[2]